# Chapelle Saint-Vincent-de-Paul de Rougemont de Sevran
La chapelle Saint-Vincent-de-Paul de Rougemont est un lieu de culte catholique dédié à Vincent de Paul, situé à Sevran, rue du Commandant-Charcot, dans le quartier de Rougemont. 
Ses vitraux sont recensés dans l'inventaire général du patrimoine culturel.

## Histoire
Construite en 1972 par l'architecte René Paliès, elle a été rénovée en 2009.
Saint Vincent de Paul a habité dans une ferme du quartier de Rougemont dont la chapelle tire son nom. Une maie de cette ferme détruite en 1966, se trouve au presbytère de l'église paroissiale Saint-Martin de Sevran.

## Paroisse
Cette église accueille notamment une messe de la communauté vietnamienne.

## Architecture
Son plan rectangulaire allongé et sa structure plate et basse en ciment et béton peinte en blanc en fait un bâtiment simple qui se distingue peu de son environnement pavillonnaire[Interprétation personnelle ?].

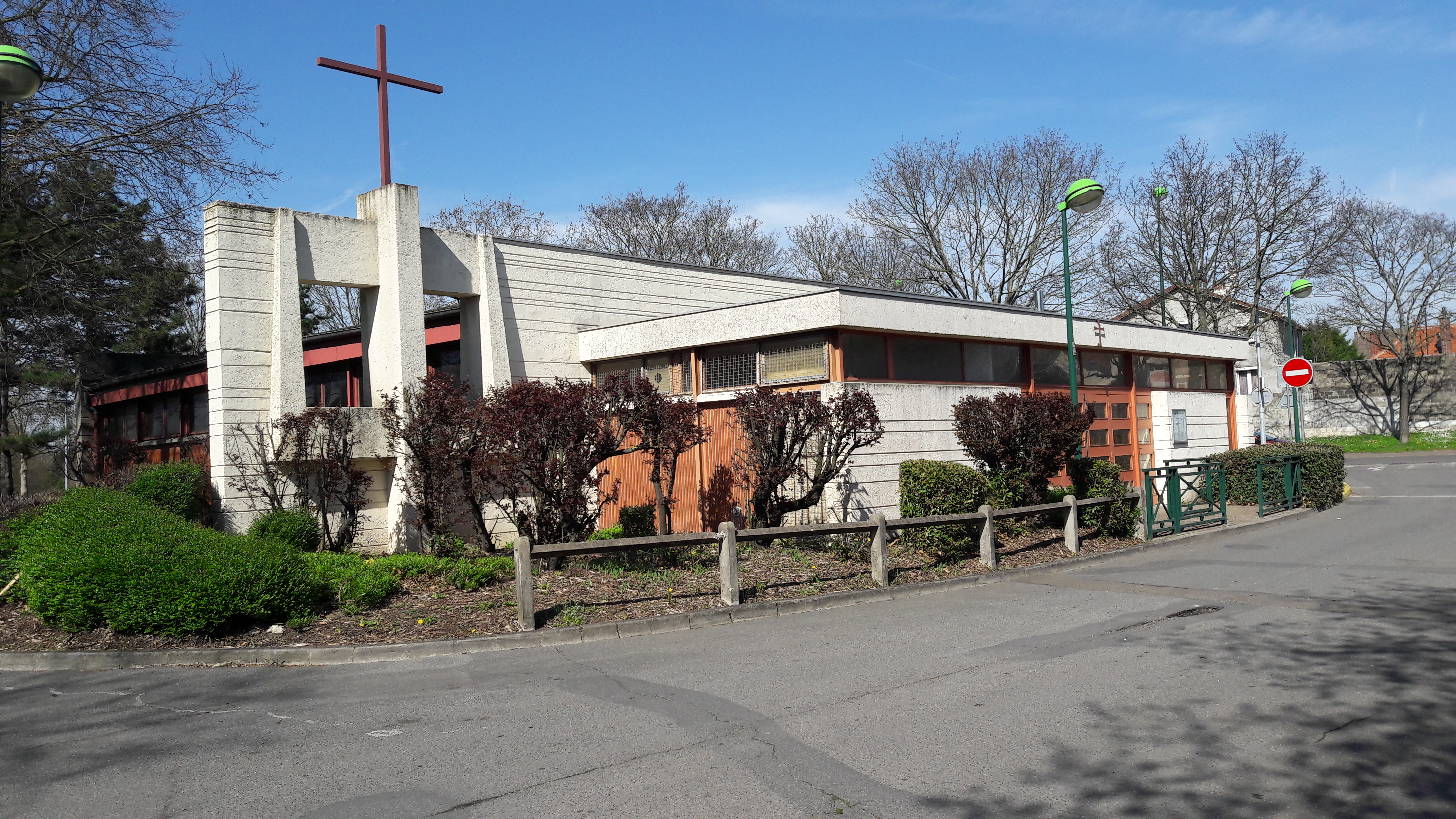